# Marcello Spaccini
Marcello Spaccini (Rome, 31 juli 1911 – Triëst, 25 maart 1996) was burgemeester van Triëst, Italië, van 1967 tot 1978. Hij was burgemeester tijdens de commotie rond het Verdrag van Osimo (1975) tussen Italië en Joegoslavië, een verdrag dat in 1977 van kracht werd.

## Levensloop
Spaccini was van bescheiden afkomst. Hij studeerde af als burgerlijk ingenieur (1936) aan de universiteit Sapienza van Rome en slaagde in het staatsexamen (1937) in Pisa om het beroep uit te oefenen. Het was de periode van fascistisch bestuur in het koninkrijk Italië. Samen met zijn jong gezin verhuisde hij naar Triëst waar hij een job kreeg als ingenieur bij de Italiaanse Spoorwegen. Tijdens de Tweede Wereldoorlog was hij verzetsstrijder in het groepje ‘Domenico Rossetti’; het waren weerstanders die sabotages op spoorlijnen deden. Nadat de Duitsers de vlucht namen in april 1945, stond het Joegoslavisch leger onder leiding van generaal Drapšin in Triëst; het was mei 1945. Spaccini en vele medestanders vluchtten tijdelijk naar Venetië.
Na de oorlog hervatte hij zijn job bij de spoorwegen. Vanaf 1958 was hij christendemocratisch gemeenteraadslid. Ingenieur Spaccini werd benoemd tot burgemeester in het jaar 1967. Zijn bestuur was gekenmerkt door de aanleg van een wegennet rond Triëst. 
Rond het verdrag van Osimo ontstond er commotie in de stad; inwoners vonden het verdrag een verregaande toegeving, zowel territoriaal als economisch, aan Joegoslavië. Spaccini en heel zijn christendemocratische partij werden laksheid verweten. Dit kostte Spaccini zijn job van burgemeester in 1978. Spaccini trad nog toe tot de Partito Popolare Italiano in de jaren 1990 doch speelde geen rol van betekenis meer.